# Orlando Cachaíto López
Orlando „Cachaíto“ López, vlastním jménem Orlando López Vergara, (2. února 1933 Havana, Kuba – 9. února 2009 tamtéž) byl kubánský kontrabasista, všestranný hudebník, hrající především jazz, lidovou, ale i vážnou a experimentální hudbu.

## Život a kariéra
Orlando „Cachaito“ López pocházel z hudební rodiny a hudbě se začal věnovat již v útlém věku. Původně chtěl hrát na housle, ale jeho dědeček Pedro ho přemluvil, aby se začal učit hrát na kontrabas. Nechtěl, aby se porušila rodinná tradice; Lópezovi hráli vždy na kontrabas. Tak se Orlando začal učit hrát na violoncello jako na kontrabas a když vyrostl, vyměnil je za opravdový kontrabas. Svou hudební dráhu zahájil ve dvanácti letech a již o rok později složil svou první skladbu Isora Infantil. Přezdívku „Cachaíto“ dostal po svém strýci Israeli „Cachao“ Lópezovi. Když mu bylo 17 let, zaskočil za svého strýce v orchestru Arcana y sus Maravillas a na členy orchestru udělal takový dojem, že ho požádali, aby se stal stálým členem orchestru.
Začátkem 50. let spoluvytvářel hudební styl descarga a v roce 1957 již hrál v populárním havanském tanečním orchestru Orquesta Riverside. Cachaíto López interpretoval i vážnou hudbu, v 60. letech byl členem Orquesta Sinfónica Nacional a bral soukromé lekce u českého kontrabasového hráče a pedagoga Mgr. Karla Kopřivy, který tehdy v Havaně působil. Byl také klíčovým členem Irákere, kubánské skupiny experimentální hudby kombinující pop, jazz, vážnou hudbu, kubánskou lidovou hudbu s africkými prvky.
V roce 1996 se Orlando „Cachaíto“ López připojil k projektu Buena Vista Social Club. Iniciátorem volného sdružení kubánských hudebníků byl v roce 1996 americký kytarista a producent Ry Cooder. Spoluúčinkoval také ve stejnojmenném filmu, který o projektu natočil režisér Wim Wenders.
Orlando „Cachaíto“ López byl i v pozdější době stále aktivní, vystupoval často s dalšími hudebníky známými též z Buena Vista klubu, jako jsou Manuel „Guajiro“ Mirabal, Aguajé Ramos a Manuel Galbán.
Orlando „Cachaíto“ López zemřel v havanské nemocnici na pooperační komplikace 9. února 2009 ve věku 76 let.

## Diskografie a filmografie
(Neúplná diskografie)

### Sólová alba
- Cachaíto, 2001 (World Circuit)

### Spolupráce na dalších albech
- Los Zafiros, 1965 (Egrem) (kubánská a exportní verze)
- Mírame fijo (Los Zafiros), 1966 (Egrem) (kubánská a exportní verze)
- Más de Los Zafiros, 1968 (Egrem) (kubánská a exportní verze)
- A Toda Cuba Le Gusta (Afro-Cuban All Stars), 1997 (World Circuit)
- Buena Vista Social Club, 1997 (World Circuit)
- Introducing... Rubén González, 1997 (World Circuit)
- Tibirí Tabará (Sierra Maestra), 1998 (World Circuit)
- Bossa Cubana (Los Zafiros), 1999 (reedice nahrávek z let 1963–1967)
- Distinto Diferente (Afro-Cuban All Stars), 1999 (World Circuit)
- Buena Vista Social Club presents... Ibrahim Ferrer, 1999 (World Circuit)
- Chanchullo (Rubén González), 2000 (World Circuit)
- Buena Vista Social Club presents... Omara Portuondo, 2000 (World Circuit)
- Kasi Kasse (Kasse Mady Diabate), 2002 (Discos Corasón)
- Mambo Sinuendo (Manuel Galbán & Ry Cooder), 2003 (Nonesuch)
- Buenos Hermanos (Ibrahim Ferrer), 2003 (World Circuit)
- Flor de Amor (Omara Portuondo), 2004 (World Circuit)
- Buena Vista Social Club presents... Manuel „Guajiro“ Mirabal, 2005 (World Circuit)
- Mi Sueño (Ibrahim Ferrer), 2005 (World Circuit)

### Filmy
- Buena Vista Social Club (dokumentární film, též na DVD, režie Wim Wenders), 1999 (Road Movies Filmproduktion)